# Казанский район (Северо-Кавказский край)
Казанский район — административно-территориальная единица, существовавшая в Донецком округе РСФСР в 1924—1927 годах.
Административный центр — станица Казанская.

## История
Казанский район был образован в апреле 1924 года из Казанской волости и входил в Донецкий округ.
В феврале 1927 года Казанский район упраздняется и его территория переходит в Верхнедонской район Донецкого округа.